# Martha Abelsen
Martha Abelsen (født 1957) er en grønlandsk politiker fra Siumut. Hun er 2. viceborgmester i Godthåb, Grønlands hovedstad, og er formand for de grønlandske kommuners landsforening, KANUKOKA. 